# 黒島 (大分県臼杵市)
黒島（くろしま）は、大分県臼杵市の臼杵湾内にある島である。佐志生海岸から約300mの距離にあり、周囲約3km、標高27m、面積約5ha。日豊海岸国定公園に指定されている。

## 概要
海水浴場やキャンプ場として有名で、黒島海水浴場は環境省による快水浴場百選に選定されている。
また、ウィリアム・アダムス（三浦按針）やヤン・ヨーステンが乗船したリーフデ号が慶長5年3月16日（1600年4月19日）に漂着したとされる地である。ウィリアム・アダムスは、日本を訪れた初めてのイギリス人であり、リーフデ号は日本を訪れた初めてのオランダ船であった。島には、三浦按針上陸記念碑や資料館などがある三浦按針記念公園や、ヤン・ヨーステン像のあるリーフデ号到着記念公園が整備されている。2000年4月には、リーフデ号漂着から400年を記念する日蘭交流400周年記念式典のために日蘭両国の皇太子が臼杵を訪れ、オランダのヴィレム=アレクサンダー皇太子は黒島に渡ってヤン・ヨーステン像に献花した。
隣接する大分県津久見市にある黒島は、同名の別の島である。大分県内では、佐伯市にある地黒島、沖黒島も総称して黒島と呼ばれる。

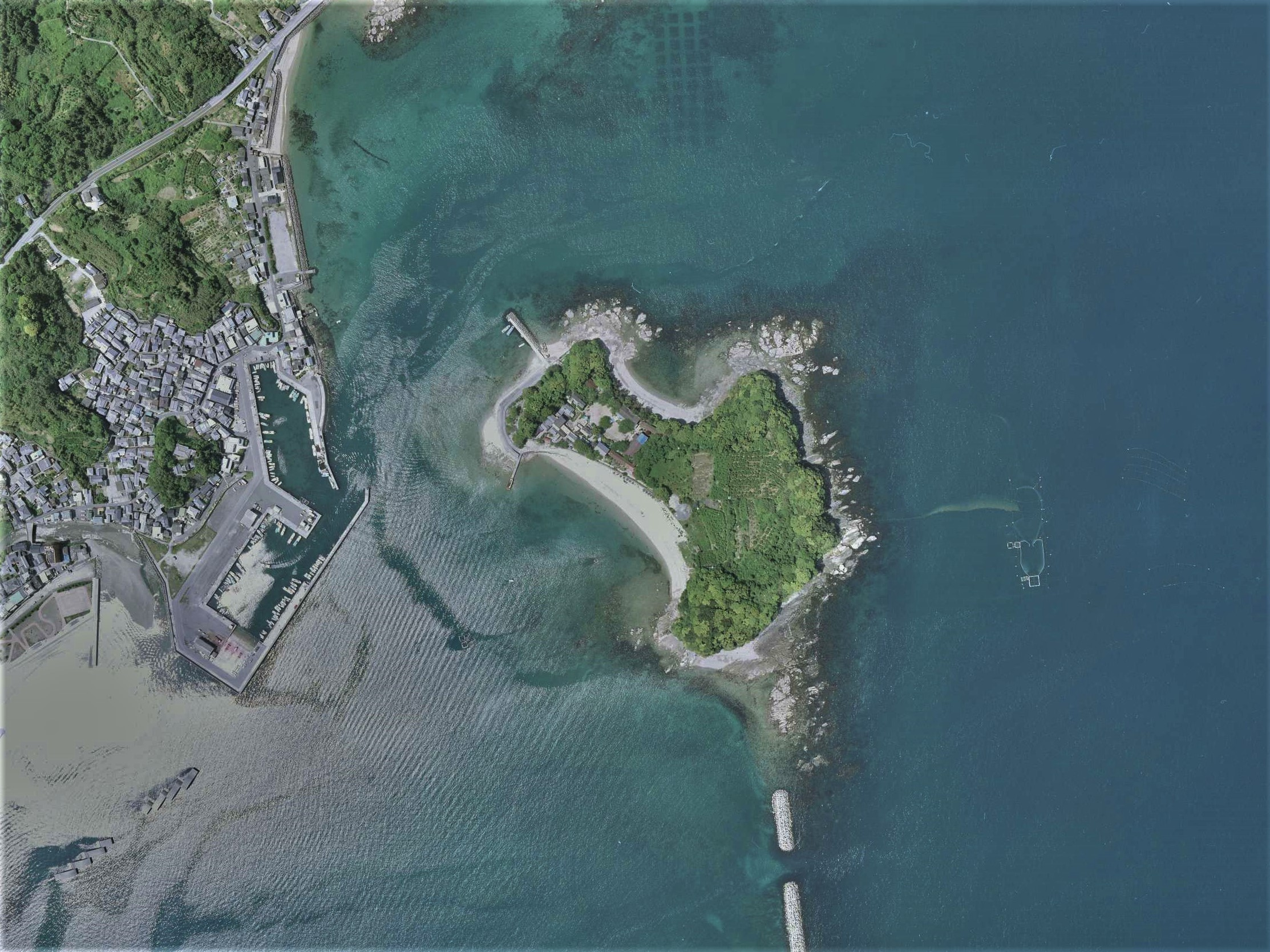
黒島 (大分県臼杵市)の空中写真。2007年撮影。
。

## 交通

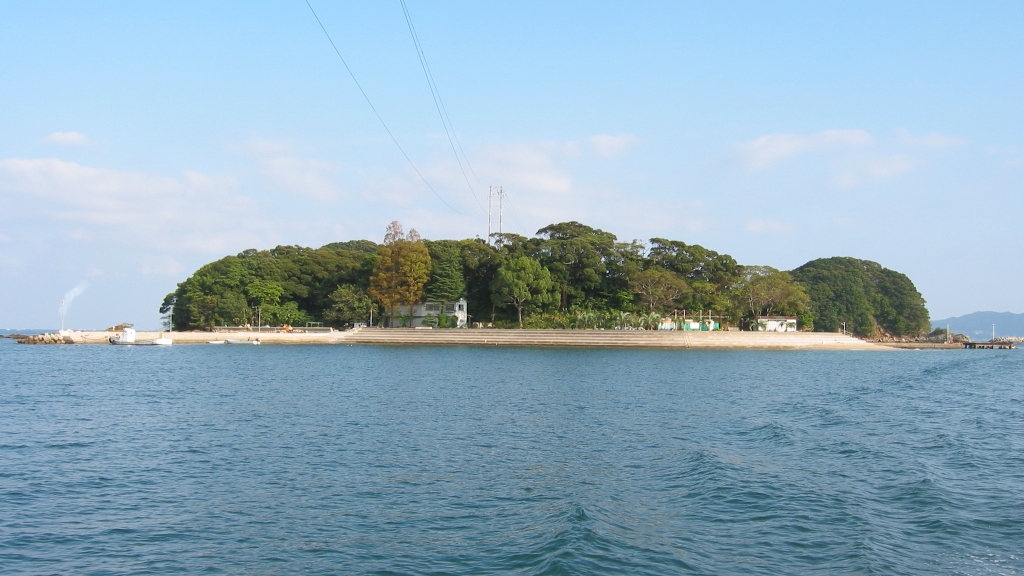
渡し船から見た黒島（2005年）

JR九州日豊本線佐志生駅下車。徒歩15 - 20分の佐志生漁港（尾本）から随時運行の渡し船で約3 - 5分。